# Хронология вторжения России на Украину (октябрь 2024)
Данная статья является частью хронологии широкомасштабного вторжения РФ на Украину и описывает события, произошедшие в октябре 2024 года.

## 1 октября

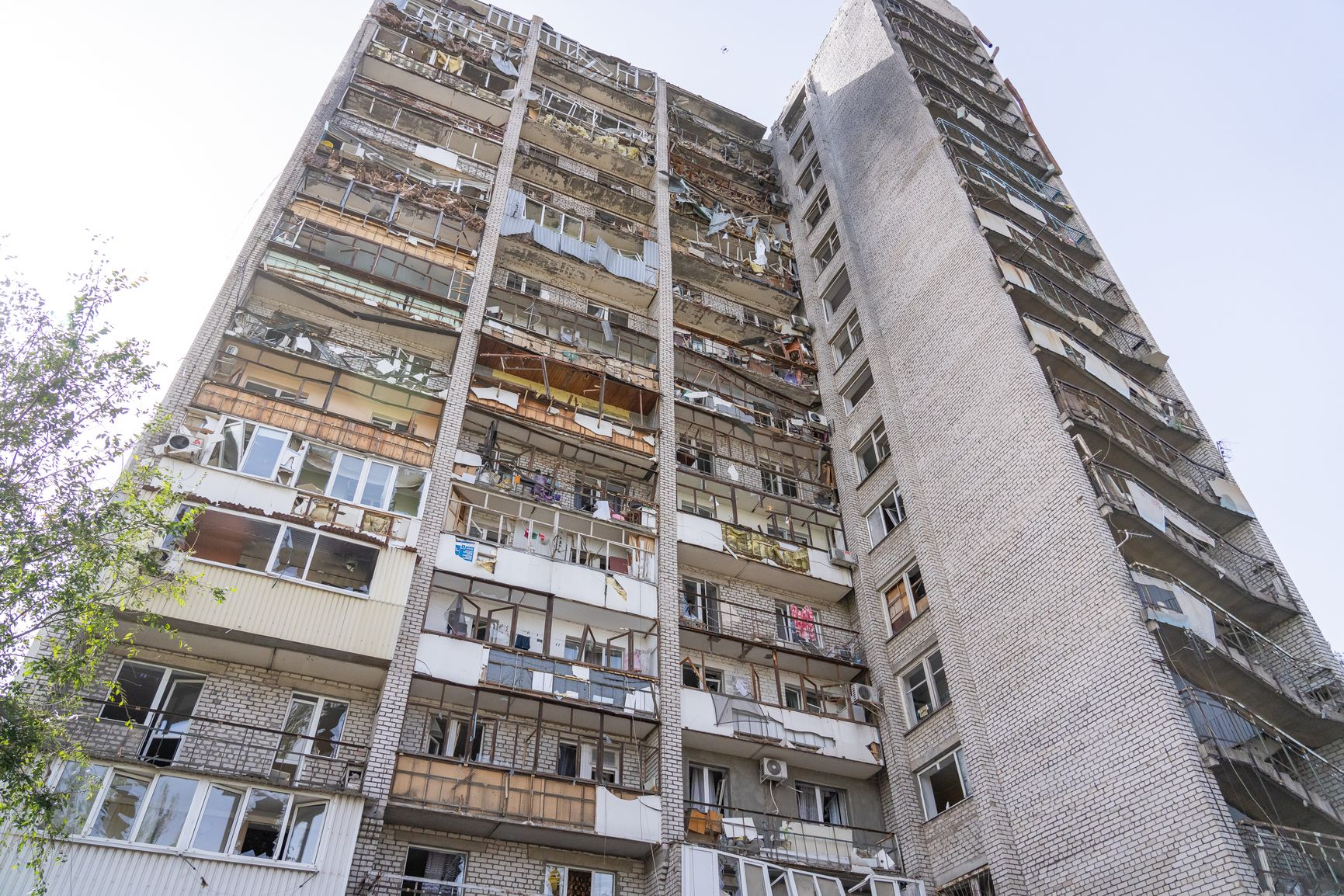
Дом в Запорожье после атаки

По заявлению россиян, российские подразделения вошли в западную часть Угледара. Опубликованы видео с флагами на двух полуразрушенных зданиях.
Вадим Филашкин, глава военно-гражданской администрации Донецкой области, сообщил, что 1 октября ВС РФ вошли в центральную часть Угледара. Позже тесно связанный с Министерством обороны Украины OSINT-канал Deep State сообщил, что Угледар находится под контролем ВС РФ.
Российский обстрел рынка в центре Херсона (погибли 6 человек, ранены ещё 6) и удар авиабомбами по Запорожью (повреждены многоэтажные и частные дома, погиб один человек, пострадал 21).
К исходу 1 октября 2024 года российские войска установили контроль над Угледаром.

## 2 октября

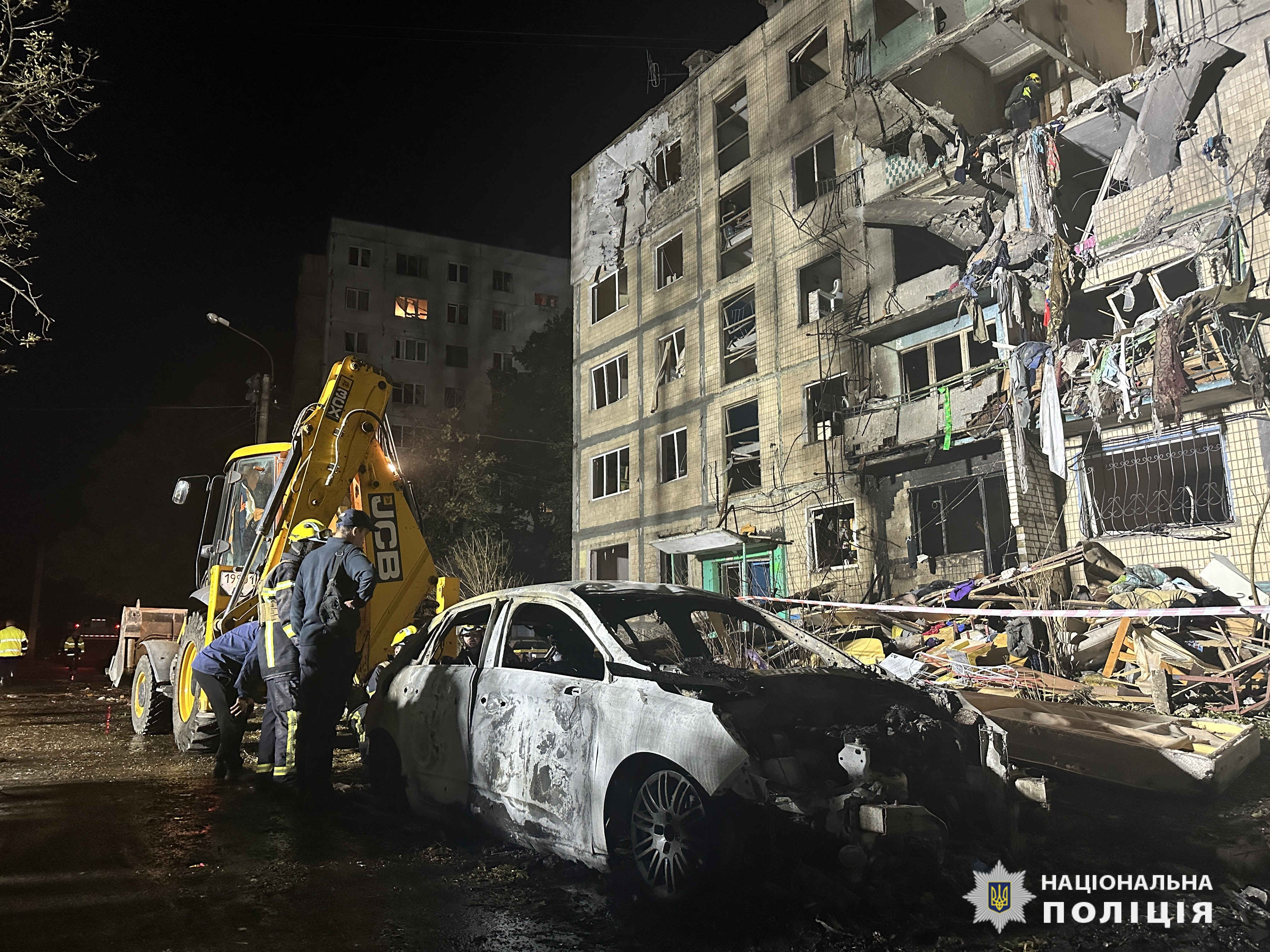
Дом в Харькове после удара

Оперативно-стратегическая группировка ВСУ «Хортица» заявила о выходе украинских сил из Угледара. В сообщении «Хортицы» говорится о том, что ВС РФ с помощью фланговых ударов ослабили украинскую оборону, и из-за угрозы окружения города высшее командование разрешило вывести подразделения ВСУ из города для сохранения техники и личного состава.
Ночью российские беспилотники атаковали припортовую и пограничную инфраструктуру в Одесской области. Возник пожар, пострадали два водителя (в том числе гражданин Турции).
Вечером российская авиация атаковала Харьков. Бомба попала в пятиэтажный дом, ранены 12 человек.
По словам Генпрокуратуры Украины, российские военные в Покровском районе Донецкой области убили 16 украинских военнопленных.

## 6 октября
Ночная российская атака Украины. По данным Воздушных сил ВСУ, было запущено 87 беспилотников типа «Шахед» и 4 ракеты. Как сообщается, две ракеты и 56 беспилотников были сбиты, и ещё 25 беспилотников упали, предположительно благодаря средствам радиоэлектронной борьбы.
Российские беспилотники и баллистические ракеты атаковали, среди прочего, Одессу. Повреждён гражданский сухогруз. Кроме того, сообщается о пожаре на складе с торговым оборудованием, а также о повреждении газопровода и грузовика. Пострадал один человек.
Кроме того, под ударом был Киев (все беспилотники, как сообщается, сбиты, жертв и разрушений нет) и Краматорск (сообщалось о дыме в районе Новокраматорского машиностроительного завода).

## 7 октября
Министерство обороны РФ заявило об установлении контроля над Гродовкой, расположенной на Покровском направлении.
Согласно сообщению ВСУ, ночью украинские военные нанесли удар по нефтяному терминалу в Феодосии. Местные власти в Крыму заявили, что на нефтяном объекте возник пожар, никто не пострадал.
Согласно заявлению Минобороны РФ, ночью над Крымом было сбито 12 из 21 запущенного украинской стороной ударного БПЛА.
Согласно сообщению украинской стороны, ВС РФ нанесли удар баллистической ракетой по району авиабазы Староконстантинов, расположенной на западе Хмельницкой области.
В небе над Киевом были сбиты две российские ракеты. По информации С. Попко, главы военной администрации города, из-за падения фрагментов ракет были повреждены крыши жилого дома и супермаркета.
Российский удар четырьмя управляемыми авиабомбами по центру Херсона. По данным властей, фактически уничтожена школа и повреждены другие здания, ранены не менее 20 человек.
Российский удар баллистическими ракетами по портовой инфраструктуре Одессы. Одна ракета поразила гражданское судно под флагом Палау. Погиб житель Украины (сотрудник компании по обработке грузов) и ранены 5 иностранных граждан.

## 9 октября
Российский обстрел портовой инфраструктуры Одесской области баллистическими ракетами. По данным местных властей, погибли 6 человек и пострадали 11. Повреждён гражданский контейнеровоз «Шуй Спирит» под флагом Панамы.

## 10 октября
По утверждению как российских, так и украинских источников, 10 октября ВС РФ начали атаковать на нескольких участках в Кореневском и Суджанском районах. Геолоцированные кадры свидетельствуют о прорыве ВС РФ линии украинской обороны, продвижение составило около 5 км. Телеграм-канал группировки ВС РФ «Север» заявил об освобождении 5 населённых пунктов, а также о том, что ВС РФ удалось перерезать две важные линии снабжения и эвакуации и окружить украинских военнослужащих численностью в два батальона. По информации близкого в Минобороны Украины OSINT-проекта Deep State, ВС РФ освободили около 38 км². Deep State также сообщил о плохой координации между отдельными подразделениями ВСУ.

## 15 октября
Глава ВГА Олег Синегубов анонсировал обязательную эвакуацию населения как Купянска, так и общин Кондрашовка, Боровая и Куриловка.

## 16 октября
Канал Би-би-си сообщил, что ВС РФ удалось продвинуться к юго-востоку от Купянска и разделить плацдарм ВСУ. После этого снабжение украинских войск, держащих оборону в восточных пригородах Купянска, теперь проводится по наполовину уничтоженному мосту, расположенному на трассе Чугуев-Сватово.

## 24 октября
Институт изучения войны сообщил, что ВС РФ заняли посёлок Новосадовое, расположенный к северо-западу от Кременной.

## 25 октября
Meduza сообщила, что резервы ВСУ, включая 47 отдельную механизированную бригаду, несколько дней атаковали хутор Зелёный Шлях и село Новоивановка в направлении Коренево и Ольговки. В атаках использовались танки Abrams и БМП Bradley. В результате боестолкновений оба населённых пункта остались под контролем Вооружённых сил РФ.
OSINT-проект CyberBoroshno (Украина) сообщил, что на направлении Угледара ВС РФ подошли к южным границам села Шахтёрское, совершим марш-бросок в 6 км. ВСУ, по информации CyberBoroshno оказали «минимальное сопротивление».
Согласно заявлению тесно связанного с Минобороны Украины OSINT-проекта Deep State, ВС РФ вышли в тыл к частям ВСУ, обороняющим Селидово.

## 26 октября
Согласно картам проекта Deep State, связанного с Генеральным штабом Украины, Горняк перешёл под контроль ВС РФ.

## 27 октября
Институт изучения войны на основании геолоцированных кадров сообщил о продвижении ВС РФ в центр Селидово. Глава Брянской области Александр Богомаз заявил, что украинские ДРГ пытались проникнуть на территорию региона. По его словам, атака была отражена.

## 28 октября
Украинский OSINT-проект DeepState сообщил о контроле ВС РФ над значительной частью Селидово. Однако к утру 28 октября весь город занят не был. DeepState также опубликовал видео, на котором военнослужащие России находятся в здании городской администрации Селидово.
«Агентство» на основе анализа данный украинского проекта Deep State сообщило, что за прошедшую неделю ВС РФ заняли почти 200 км²: 63,27 км² в районе Покровска, 94,61 км² в районе Угледара, 38,25 км² в районе Сватово, что является самым быстрым темпом продвижения российских войск с начала 2024 года.
Институт изучения войны на основе геолоцированных кадров от 27 и 28 октября сообщил что,  ВС РФ продвинулись севернее Селидово, а также в центр посёлка городского типа Вишнёвое.

## 29 октября
Министерство обороны РФ заявило о том, что военнослужащие группы «Центр» полностью заняли Селидово.

## 31 октября
Meduza сообщила, что начались бои за Курахово.